# Randy Ragan
Randy Lee Ragan (ur. 7 czerwca 1959 w High Prairie) – kanadyjski piłkarz występujący na pozycji pomocnika.

## Kariera klubowa
Karierę piłkarską Randy Ragan rozpoczął w Simon Fraser Clan. W 1980 trafił do występującego w NASL Toronto Blizzard. Z Toronto Blizzard zdobył wicemistrzostwo NASL w 1983 przegrywając w finale z Tulsa Roughnecks. Karierę zakończył w grającym Canadian Soccer League North York Rockets w 1991.

## Kariera reprezentacyjna
W reprezentacji Kanady Randy Ragan zadebiutował 15 września 1980 roku w wygranym 4:0 towarzyskim meczu z Nowej Zelandią w Vancouver. W 1980 uczestniczył w przegranych eliminacjach Mistrzostwa Świata 1982. W 1984 uczestniczył w Igrzyskach Olimpijskich. Na turnieju w Los Angeles wystąpił we wszystkich czterech meczach Jugosławią, Irakiem, Kamerunem i w ćwierćfinale z Brazylią.
W 1985 uczestniczył w zakończonych pierwszym, historycznym awansem eliminacjach Mistrzostwa Świata 1986. Rok później został powołany przez selekcjonera Tony’ego Waitersa do kadry na Mistrzostwa Świata. Tam był podstawowym zawodnikiem i wystąpił we wszystkich trzech meczach z Francją, Węgrami i ZSRR. Ostatni raz w reprezentacji Ragan wystąpił 31 sierpnia 1986 w przegranym 0-1 meczu z Chinami w Singapurze. W latach 1980–1986 rozegrał w kadrze narodowej 40 meczów.

## Kariera trenerska
Po zakończeniu kariery piłkarskiej Randy Ragan został trenerem. Od 2008 jest trenerem kobiecej drużyny University of Guelph.